# Aşağı Nüvədi
Aşağı Nüvədi è un comune dell'Azerbaigian situato nel distretto di Lənkəran.